# 加羊墓群
加羊墓群，位于中国青海省都兰县沟里乡，为第五批青海省文物保护单位，公布日期为1988年9月15日，类型为古墓葬。
加羊墓群的历史年代为唐。